# Sinfonia n.º 3 (Mahler)
A sinfonia n.º 3 em ré menor, de Gustav Mahler foi composta entre 1893 e 1896. É uma obra bastante longa (a mais longa sinfonia de Mahler), a mais longa do reportório romântico, aproximadamente cem minutos de música.

## Estrutura
A sinfonia está dividida em seis andamentos:
1. Kräftig entschieden (forte e decisivo) (36 minutos)
2. Tempo di Menuetto (Tempo de minueto) (10 minutos)
3. Comodo (Scherzando) (confortável, como um scherzo) (18 minutos)
4. Sehr langsam--Misterioso (muito lento, misteriosamente) (10 minutos)
5. Lustig im Tempo und keck im Ausdruck (Alegre em tempo e atrevido em expressão) (4 minutos)
6. Langsam--Ruhevoll--Empfunden (lento, tranquilo, profundo) (26 minutos)

Em cada uma das primeiras quatro sinfonias de Gustav Mahler, o próprio criou uma explicação da narrativa destas sinfonias. Na terceira, a explicação de cada andamento, é a seguinte:
1. "Chega o Verão"
2. "O que me dizem as flores do campo"
3. "O que me dizem os animais da floresta"
4. "O que me dizem os homens"
5. "O que me dizem os anjos"
6. "O que me diz o amor"

Todos estes títulos foram publicados em 1898.
Originalmente a sinfonia possuía um sétimo andamento, "O que me dizem as crianças"; porém este foi colocado na sinfonia n.º 4, no último andamento.

## Análise
Esta obra está composta em seis andamentos, divididos em duas partes: A primeira compreende o primeiro andamento, muito longo. A segunda agrupa os restantes andamentos. No quarto andamento a parte do contralto é um texto de "Assim falou Zaratustra" do Friedrich Nietzsche. No andamento seguinte, o coro das crianças canta um tema de "Das Knaben Wunderhorn" (A trompa mágica do rapaz). O andamento final é um hino ao amor, que conclui a sinfonia com um adagio que faz meditar.

## Kräftig entschieden
O monumental primeiro andamento da terceira sinfonia, um dos mais longos escritos por Mahler (entre 30 a 35 minutos de música), importa-nos imediatamente para um universo mineral, uma ruptura completa com o quotidiano da vida. O andamento, todo ele muito bem estruturado quase parece uma sinfonia de Mozart, tendo um carácter monumental. O desenvolvimento temático, descritivo e filosófico, dá uma grande possibilidade de interpretação ao ouvinte, possibilidade essa com que Mahler descreve na explicação do andamento: "Chega o Verão".